# Laville PS-89
Laville PS-89, còn gọi là ZIG-1, là một loại máy bay chở khách, sản xuất số lượng nhỏ tại Liên Xô trong thập niên 1930.

## Quốc gia sử dụng
Liên Xô
- Aeroflot

## Tính năng kỹ chiến thuật
Dữ liệu lấy từ "PS-89, ZIG-1 by A.Laville and A.V.Kulev"
Đặc điểm tổng quát
- Kíp lái: 2
- Sức chứa: 14 hành khách
- Chiều dài: 16.25 m (53 ft 4 in)
- Sải cánh: 25.11 m (92 ft 3 in)
- Diện tích cánh: 72.0 m2 (775 ft2)
- Trọng lượng rỗng: 4,980 kg (10,960 lb)
- Trọng lượng có tải: 7,200 kg (15,840 lb)
- Powerplant: 2 × Mikulin M-17F, 540 kW (730 hp) mỗi chiêc

Hiệu suất bay
- Vận tốc cực đại: 284 km/h (178 mph)
- Tầm bay: 1,300 km (810 dặm)
- Trần bay: 4,400 m (14,400 ft)
- Vận tốc lên cao: 2.9 m/s (580 ft/phút)